# Poecilosoma eone
Poecilosoma eone là một loài bướm đêm thuộc phân họ Arctiinae, họ Erebidae.